# عاصف حميدي
عاصف حميدي إعلامي فلسطيني وهو مدير الأخبار في قناة الجزيرة منذ العام 2015.
بعد أن تدرج في مناصب عدة فيها؛ فمن منتج للأخبار ومشرف إلى مدير تحرير فمدير أخبار، كما عمل في شبكة الجزيرة مدربًا إعلاميًّا في معهد الجزيرة للتدريب.
قبل عمله في قناة الجزيرة، عمل رئيس تحرير في قناة أبو ظبي في الفترة 2000-2005م.
غطى العديد من الأحداث الساخنة مراسلًا ميدانيًّا في أفغانستان والعراق وفلسطين وإيران ولبنان وجنوب أفريقيا والفلبين. حاصل على شهادة البكالوريوس في الصحافة والإعلام من جامعة اليرموك الأردنية.

## أعماله
له كتاب في الإعلام بعنوان «العمل الإذاعي والتلفزيوني - مفاتيح النجاح وأسرار الإبداع» وهو مقرر جامعي في بعض الجامعات العربية منها جامعة الملك سعود في المملكة العربية السعودية. وله كذلك مؤلفان آخران هما «الكتابة للصورة» والثاني «دليل المراسل التلفزيوني»

## وصلات خارجية
- نبذة عن عاصف حميدي
- جوجل - كتب